# Beidiantou
Beidiantou är en köping i Kina. Den ligger i provinsen Hebei, i den norra delen av landet, omkring 180 kilometer sydväst om huvudstaden Peking. Antalet invånare är 30 559. Befolkningen består av 15 143 kvinnor och 15 416 män. Barn under 15 år utgör 21,0 %, vuxna 15-64 år 69 %, och äldre över 65 år 8,0 %.
Runt Beidiantou är det tätbefolkat, med 849 invånare per kvadratkilometer. Närmaste större samhälle är Zhuanlu, 16,3 km söder om Beidiantou. Trakten runt Beidiantou består till största delen av jordbruksmark.
Genomsnittlig årsnederbörd är 675 millimeter. Den regnigaste månaden är juli, med i genomsnitt 200 mm nederbörd, och den torraste är januari, med 3 mm nederbörd.